# Atalaia da Liberdade
O Atalaia da Liberdade foi um periódico publicado no Rio de Janeiro, então capital do Brasil, à época do Primeiro Reinado.
Fruto do agitado período da crise do Primeiro Reinado, circulou em 1826. Apresentava linha editorial liberal, razão pela qual foi fechado pelo governo.
Foi seu editor o português João Maria da Costa.
Atalaia da Liberdade disponível com pesquisa no Portal da Biblioteca Nacional ou acesse a coleção na Hemeroteca Digital Brasileira.